# آیچی ها-۷۰
آیچی ها-۷۰ (به انگلیسی: Aichi Ha-70) یک موتور هواگرد ساختِ کارخانهٔ آیچی کوکوکی در کشور ژاپن است.